# Ögeln
Ögeln är en sjö i Eksjö kommun och Vetlanda kommun i Småland och ingår i Emåns huvudavrinningsområde. Sjön är 21 meter djup, har en yta på 1,04 kvadratkilometer och befinner sig 220 meter över havet. Sjön avvattnas av vattendraget Lillån (Nyamålaån). Vid provfiske har bland annat abborre, bergsimpa, gädda och mört fångats i sjön.

## Delavrinningsområde
Ögeln ingår i det delavrinningsområde (638062-148514) som SMHI kallar för Utloppet av Ögeln. Medelhöjden är 243 meter över havet och ytan är 9,5 kvadratkilometer. Det finns inga delavrinningsområden uppströms utan avrinningsområdet är högsta punkten. Lillån (Nyamålaån) som avvattnar avrinningsområdet har biflödesordning 3, vilket innebär att vattnet flödar genom totalt 3 vattendrag innan det når havet efter 141 kilometer. Delavrinningsområdet består mestadels av skog (77 %). Avrinningsområdet har 1,15 kvadratkilometer vattenytor vilket ger det en sjöprocent på 12,1 %.

## Fisk
Vid provfiske har följande fisk fångats i sjön:
- Abborre
- Bergsimpa
- Gädda
- Mört
- Sik